# 江北区 (ソウル特別市)

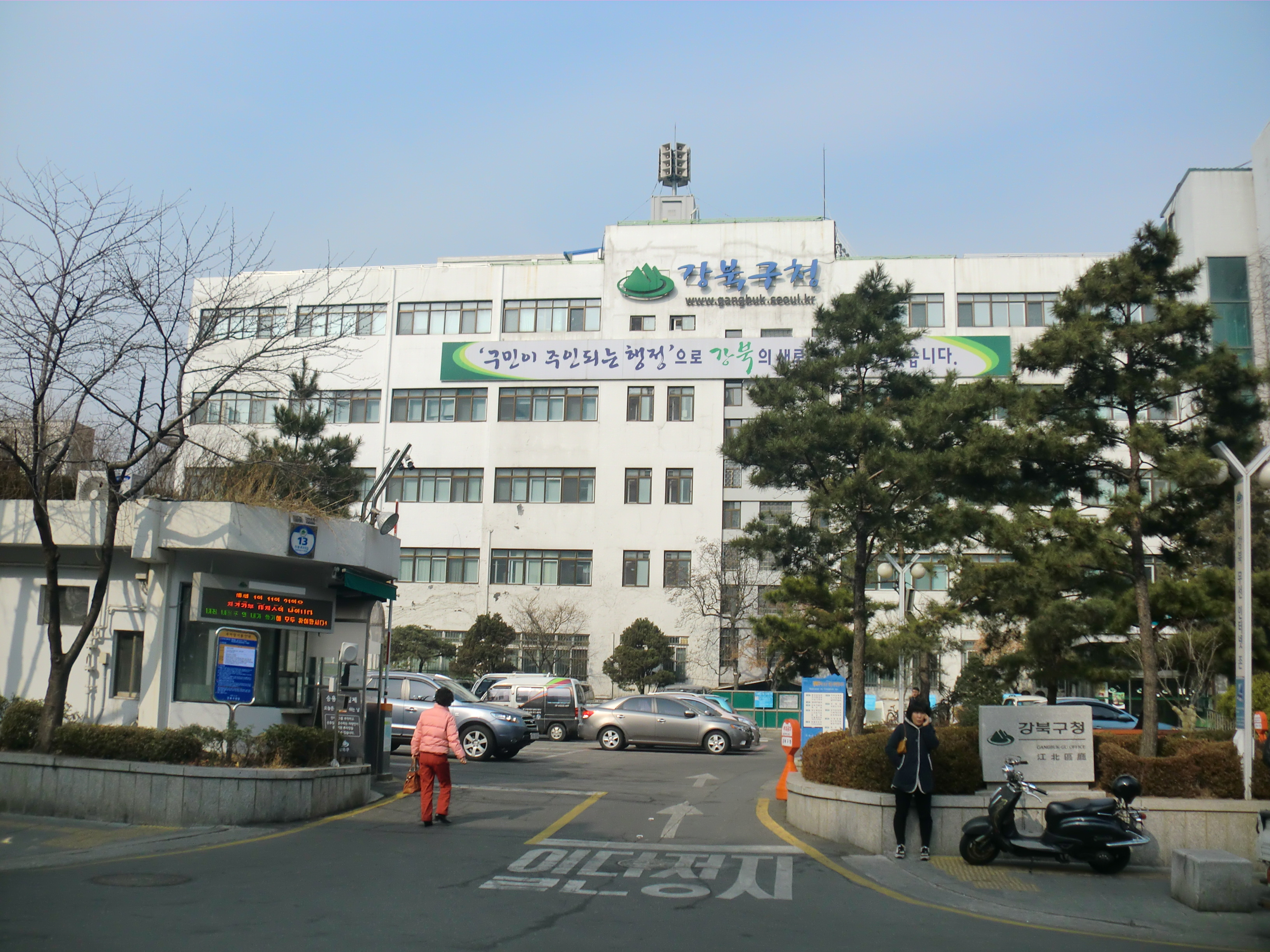
江北区庁（旧：道峰区庁）

江北区（カンブクく）は、大韓民国ソウル特別市北東部にある区である。

## 歴史
- 1995年1月1日 - 道峰区から弥阿洞、樊洞、水踰洞、牛耳洞を分割し、江北区が発足。

## 行政
現在の区長は朴謙洙（パク・ギョムス、新政治民主連合）。

### 警察
- ソウル江北警察署

### 消防
- 江北消防署

### 行政区画

行政区域図

| 行政洞                       | 法定洞         |
| ---------------------------- | -------------- |
| 三陽洞（サミャンドン）       | 弥阿洞         |
| 弥阿洞（ミアドン）           | 弥阿洞         |
| 松中洞（ソンジュンドン）     | 弥阿洞         |
| 松泉洞（ソンチョンドン）     | 弥阿洞         |
| 三角山洞（サムガクサンドン） | 弥阿洞         |
| 樊1洞（ポニルトン）          | 樊洞           |
| 樊2洞（ポニドン）            | 樊洞           |
| 樊3洞（ポンサムドン）        | 樊洞           |
| 水踰1洞（スユイルトン）      | 水踰洞         |
| 水踰2洞（スユイドン）        | 水踰洞         |
| 水踰3洞（スユサムドン）      | 水踰洞         |
| 仁寿洞（インスドン）         | 水踰洞         |
| 牛耳洞（ウイドン）           | 水踰洞、牛耳洞 |

## 教育

### 大学
- 改神大学院大学校
- ソウルサイバー大学校
- 誠信女子大学校雲庭グリーンキャンパス
- 韓神大学校神学大学院

### 高等学校
- 薇陽高等学校
- 三角山高等学校
- 誠庵国際貿易高等学校
- 信一高等学校
- 泳薫高等学校
- 昌文女子高等学校
- 恵化女子高等学校

### 中学校
江北区はソウル特別市江北教育支援庁の所属になる。
- 江北中学校
- 薇陽中学校
- 樊洞中学校
- 三角山中学校
- 徐羅伐中学校
- 誠庵女子中学校
- 寿松中学校
- 水踰中学校
- 信一中学校
- 泳薫国際中学校
- 仁寿中学校
- 昌文女子中学校
- 華渓中学校

### 初等学校
- ソウル薇陽初等学校
- ソウル樊洞初等学校
- ソウル三角山初等学校
- ソウル三陽初等学校
- ソウル松中初等学校
- ソウル松泉初等学校
- ソウル寿松初等学校
- ソウル水踰初等学校
- ソウル梧峴初等学校
- ソウル牛耳初等学校
- ソウル楡峴初等学校
- ソウル仁寿初等学校
- ソウル華渓初等学校
- 泳薫初等学校

## 姉妹都市
- 金泉市（大韓民国慶尚北道）1996年8月26日
- 嘉定区（中華人民共和国上海市）1997年12月9日
- 楊平郡（大韓民国京畿道）1999年6月16日
- 宝城郡（大韓民国全羅南道）1999年6月25日
- 大東区（中華人民共和国瀋陽市）2000年4月24日
- 高城郡（大韓民国江原特別自治道）2000年5月30日
- 立山町（日本富山県中新川郡）2004年7月15日
- チャタム・ケント（カナダオンタリオ州）2004年9月13日（友好都市）
- 唐津市（大韓民国忠清南道）2005年3月10日。唐津郡として締結）
- ジョグジャカルタ市（インドネシアジョグジャカルタ特別州）2005年4月19日

## 交通

### 鉄道
- ソウル交通公社
  - 4号線

弥阿サゴリ駅 - 弥阿駅 - 水踰駅
- 牛耳新設軽電鉄
  - 牛耳新設線

北漢山牛耳駅 - ソルバッ公園駅 - 4.19民主墓地駅 - 加五里駅 - 華渓駅 - 三陽駅 - 三陽サゴリ駅 - ソルセム駅

### 道路
- 路級
  - 仁寿峰路（インスボンノ）
  - 月渓路（ウォルゲロ）
  - 梧峴路（オヒョンノ）
  - オペ山路（オペサンノ）
  - 四一九路（サイルグロ）
  - 三陽路（サミャンノ）
  - 三角山路（サムガクサンノ）
  - 水踰路（スユロ）
  - 崇仁路（スンインノ）
  - ソルセム路（ソルセムノ）
  - ソルメ路（ソルメロ）
  - 道峰路（トボンノ）
  - 徳陵路（トンヌンノ）
  - 芦海路（ノヘロ）
  - 漢川路（ハンチョンノ）
  - 放鶴路（パンハンノ）
- 街級
  - 華渓寺街（ファゲサッキル）